# Björn Svensson (ishockeyspelare)
Björn Svensson, född den 16 juni 1986 i Ljungby, är en svensk ishockeyspelare.
Svensson har spelat i Timrå IK, Modo Hockey, Malmö Redhawks och Färjestad BK. Den 9 maj 2016 blev det officiellt att han skrivit på ett ettårskontrakt med Färjestad. Kontraktet fullföljdes dock inte då båda parter kommit överens om att bryta kontraktet den 12 januari 2017.
Svensson är storebror till Magnus Svensson Pääjärvi.